# Magyarszék
Magyarszék is een plaats (község) en gemeente in het Hongaarse comitaat Baranya. Magyarszék telt 1138 inwoners (2001).